# Островне (Мамонтовський район)
Островне́ (рос. Островное) — село у складі Мамонтовського району Алтайського краю, Росія. Адміністративний центр Островнівської сільської ради.
Стара назва — Семеновка.

## Населення
Населення — 1224 особи (2010; 1388 у 2002).
Національний склад (станом на 2002 рік):
- росіяни — 93 %